# دانتي ريجو
دانتي ريجو (11 ديسمبر 1998 في بلجيكا - ) هو لاعب كرة قدم بلجيكي في مركز الوسط. لعب مع نادي آيندهوفن.

## روابط خارجية
- دانتي ريجو على موقع الاتحاد البلجيكي (الإنجليزية)
- دانتي ريجو على موقع قاعدة بيانات كرة القدم.إي يو (الإنجليزية)
- دانتي ريجو على موقع Soccerway.com (الإنجليزية)
- دانتي ريجو على موقع عالم كرة القدم.نت (الإنجليزية)
- دانتي ريجو على موقع AS.com (الإسبانية)